# Karol Baczyński
Karol Józef Baczyński herbu Sas (ur. 11 lutego 1869 we Lwowie, zm. 1940 w ZSRR) – podpułkownik piechoty Wojska Polskiego, urzędnik, działacz niepodległościowy i społeczny, ofiara zbrodni katyńskiej.

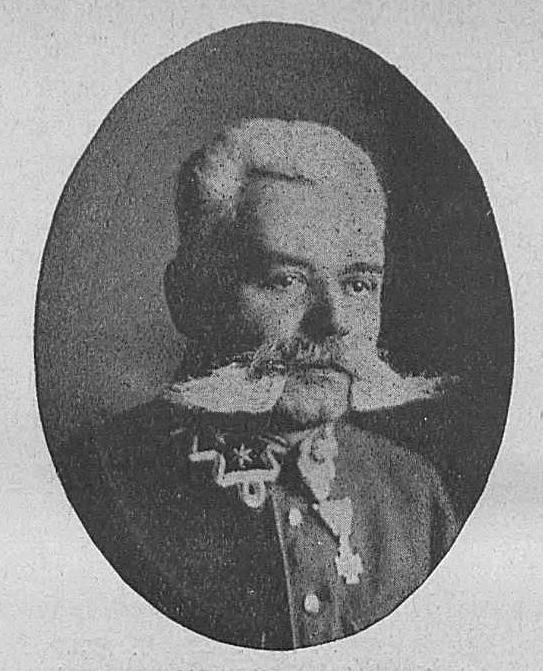
Karol Baczyński

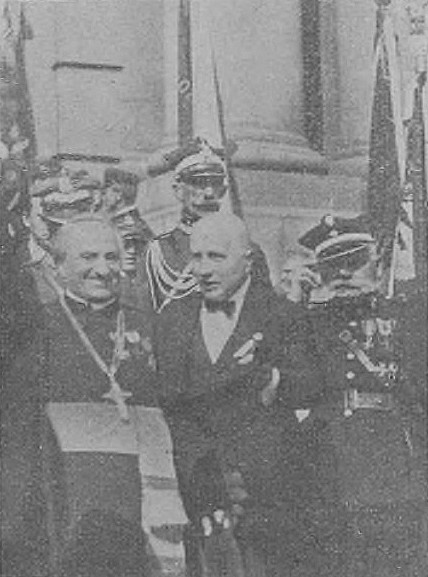
Ks. bp Władysław Bandurski, Marian Dziędzielewicz i Karol Baczyński we Lwowie (10 września 1927)

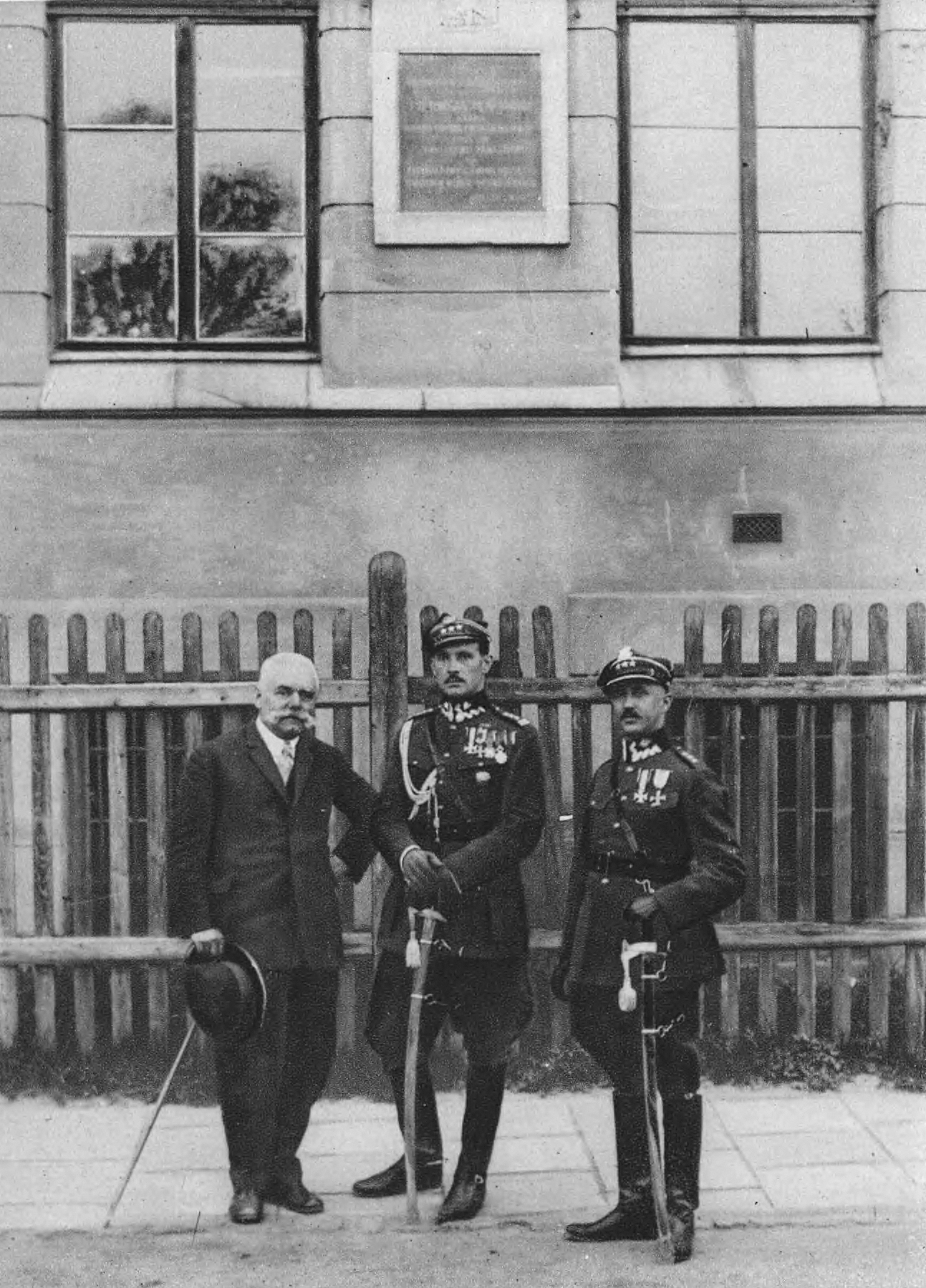
Karol Baczyński, gen. Mieczysław Boruta-Spiechowicz i mjr Józef Klink przed Szkołą Sienkiewicza we Lwowie (przed 1930)

## Życiorys
Urodził się 11 lutego 1869 we Lwowie. Był synem Jana i Anny z domu Fischer. Ukończył 7 klas w szkole realnej we Lwowie, a później kształcił się w Konserwatorium Galicyjskiego Towarzystwa Muzycznego we Lwowie, zostając absolwentem w 1889. Działał w tajnym ruchu niepodległościowym na obszarze Galicji. Należał do organizacji „Orzeł Biały”.
W okresie zaboru austriackiego w ramach autonomii galicyjskiej podjął pracę w c. k. służbie sądowniczej. Od 1893 był zatrudniony jako niższy urzędnik w C. K. Sądzie Obwodowym we Lwowie. Od ok. 1897 do ok. 1907 był kancelistą C. K. Sąd Powiatowym w Mikołajowie, a od ok. 1907 do ok. 1908 oficjałem tamże. Od ok. 1908 do 1914 był oficjałem kancelaryjnym w kancelarii sądowej C. K. Sądu Krajowego we Lwowie.
Pełniąc stanowisko naczelnika lwowskiej Ochotniczej Straży Pożarnej „Sokół” w 1911 przyczynił się do powstania w tych strukturach drużyny wojskowej przy na wzór drużyn wojskowych strzeleckich. Działał w Organizacji Orła Białego, lwowskim gnieździe Polskiego Towarzystwa Gimnastycznego „Sokół”, Drużynach Bartoszowych, Towarzystwie Szkoły Ludowej. Po wybuchu I wojny światowej od 16 sierpnia 1914 był dowódcą kompanii II batalionu w Legionie Wschodnim. Po jego rozwiązaniu wstąpił do Legionów Polskich. Był dowódcą kompanii, batalionu 3 pułku piechoty w składzie II Brygady do początku 1915, następnie dowódcą kompanii w 4 pułku piechoty w składzie III Brygady, dowódcą obozu szkolnego w Jastkowie. Awansowany na porucznika 14 marca 1915 i kapitana 8 września 1915. Od końca 1915 był dowódcą batalionu uzupełniającego nr IV Polskich Legionów w Kozienicach i z tego stanowiska 8 stycznia 1916 został przeniesiony na stanowisko komendanta Personalnej Stacji Zbornej dla Legionistów Polskich w Kowlu, które pełnił do końca 1916, następnie na analogiczne stanowisko w Lublinie od stycznia 1917 do marca 1918. W tym miesiący zwolniono go ze służby. Wtedy wrócił do Lwowa i w Sądzie Krajowym został starszym oficjałem (wzgl. nadoficjałem sądowym). Organizował wtedy organizacje byłych legionistów.
U kresu wojny podczas obrony Lwowa w trakcie wojny polsko-ukraińskiej od 5 do 20 listopada 1918 dowodził Odcinkiem V Szkoły im. Sienkiewicza w II Grupie dowodzonej przez kpt. Mieczysława Borutę-Spiechowicza. Następnie dowodził II batalionem 1 pułku Strzelców Lwowskich na dalszym froncie wojny polsko-ukraińskiej. W stopniu majora w przekształconym 38 pułku piechoty był tymczasowym dowódcą w październiku 1919. Później służył w Dowództwie Okręgu Generalnego „Lwów”. 15 lipca 1920 został zatwierdzony z dniem 1 kwietnia 1920 w stopniu majora, w piechocie, w grupie oficerów byłych Legionów Polskich. Następnie od 21 marca 1920 kierował VI/6 batalionem wojsk wartowniczych, od 16 kwietnia 1920 komendantem placu i zastępcą komendanta miasta w Mińsku Litewskim, od 18 lipca 1920 dowódcą batalionu wartowniczego IV/9, od 1 września 1920 dowódcą IV warszawskiego batalionu etapowego. Od 10 grudnia 1920 do 16 marca 1921 był dowódcą IV Brygady Etapowej i dowódcą Powiatu Etapowego w Łunińcu. W tym okresie brał udział w wojnie polsko-bolszewickiej. 
Przeniesiony do Batalionów Celnych od 1 sierpnia 1921 do 1 września 1922 był dowódcą batalionu celnego nr 30. Skierowany do Straży Granicznej został zastępcą komendanta wojewódzkiego SG w Białymstoku. 7 grudnia 1923 został zwolniony do rezerwy. 8 stycznia 1924 został zatwierdzony w stopniu podpułkownika ze starszeństwem z 1 czerwca 1919 i 41. lokatą w korpusie oficerów rezerwy piechoty. Posiadał przydział w rezerwie do 4 pp Leg. w Kielcach. W 1924 został przeniesiony do pospolitego ruszenia, zachowując przydział do 4 pp Leg.. W październiku 1929, po ukończeniu 60 lat życia, został zwolniony od powszechnego obowiązku wojskowego.
Od 15 stycznia 1924 był zatrudniony w charakterze urzędnika w Sądzie Okręgowym we Lwowie. Z dniem 31 października 1927 przeniesiony na emeryturę. W okresie międzywojennym był aktywnym działaczem społecznym i kulturalnym – wiceprezesem okręgu Związku Legionistów Polskich (od 1929 do 1930 prezes nowego oddziału ZLP), działaczem Związku Obrońców Lwowa (wiceprezes w latach 1924-1926, 1928-1929, od 1932 oraz prezesem w latach 1926.1928 i 1929-1932), prezesem Bractwa Kurkowego we Lwowie, naczelnikiem okręgu lwowskiego Ochotniczej Straży Pożarnej, członkiem zarządu Straży Mogił Polskich Bohaterów (1928-1932). Na początku lat 30. był członkiem zarządu głównego Towarzystwa Badania Historii Obrony Lwowa i Województw Południowo-Wschodnich. Funkcjonował też w Związku Strzeleckim i w Federacji Polskich Związków Obrońców Ojczyzny. Zakładał chóry, towarzystwa muzyczne i teatralne, udzielając się w tych sferach. Występował jako wiolonczelista w kwartetach, kwintetach i w orkiestrach.
Gdy rozwiązano radę miejską we Lwowie został 31 lipca 1927 członkiem rady przybocznej komisarza rządowego dla Lwowa, a 24 maja 1930 wszedł w skład Tymczasowej Rady Miasta Lwowa, pozostając w niej do maja 1934. Pisał pamiętniki dotyczące lat 1885-1935, które trafiły do Zakładu Narodowego im. Ossolińskich.
Po wybuchu II wojny światowej i agresji ZSRR na Polskę z 17 września 1939 oraz wkroczeniu okupantów ze wschodu do Lwowa, działał w zakresie pomocy oficerom WP. W grudniu 1939 został aresztowany przez Sowietów we Lwowie i osadzony w jednym z tamtejszych więzień. W 1940 został zamordowany przez NKWD. Jego nazwisko znalazło się na tzw. Ukraińskiej Liście Katyńskiej opublikowanej w 1994 (został wymieniony na liście wywózkowej 72/1-21 oznaczony numerem 123). Ofiary tej części zbrodni katyńskiej zostały pochowane na otwartym w 2012 Polskim Cmentarzu Wojennym w Kijowie-Bykowni.
Był dwukrotnie żonaty. Z Bronisławą z domu Chmielewską miał dwóch synów – oficerów Wojska Polskiego: Stanisława (ur. 1895) i Zdzisława (1902-1940), który także został ofiarą zbrodni katyńskiej. Po śmierci pierwszej żony ożenił się powtórnie, z Władysławą z domu Haydel, z którą miał dwie córki: Marię (1917-1993) i Zofię (1919-1995). Wszystkie trzy 13 kwietnia 1940 zostały deportowane przez Sowietów w głąb ZSRR na ziemię kazachską, skąd wyszły z armią gen. Andersa i później żyły na uchodźstwie.

## Odznaczenia
- Krzyż Srebrny Orderu Wojskowego Virtuti Militari[15]
- Krzyż Niepodległości (12 maja 1931)[25]
- Krzyż Oficerski Orderu Odrodzenia Polski (10 listopada 1928)[26][27]
- Krzyż Kawalerski Orderu Odrodzenia Polski[15]
- Krzyż Walecznych (sześciokrotnie[15]; w 1922 trzykrotnie[28])
- Złoty Krzyż Zasługi (po raz pierwszy (11 stycznia 1928)[29], po raz drugi (22 kwietnia 1938)[30])
- Złoty Medal „Za Zasługi dla Pożarnictwa” (1927)[31]